# 浙江山梅花
浙江山梅花（学名：Philadelphus zhejiangensis）为虎耳草科山梅花属下的一个种。

## 扩展阅读
- 維基物種上的相關：浙江山梅花